# 佐野市生活路線バス

佐野市営バス時代の「さーのって号」。佐野駅前にて（2014年9月）

佐野市生活路線バス（さのしせいかつろせんバス）は、栃木県佐野市が運行するコミュニティバス。愛称は生活路線バス「さーのって号」。
2020年4月に、佐野市が自治体バスとして直接運営していた佐野市営バス（さのしえいバス）から移行したものである。移行後は、ジェイアールバス関東、佐野合同自動車などのバス事業者に運行を委託している。2020年3月末までは大新東が運行業務を委託していた。

## 沿革
- 2008年（平成20年）10月1日 - 佐野市営バス運行開始
- 2009年（平成21年）7月27日 - ダイヤ改正
- 2014年（平成26年）4月1日 - ダイヤ改正、犬伏線運行開始
- 2016年（平成28年）4月3日 - ダイヤ改正、犬伏線4路線を1系統に集約、基幹線と仙波会沢線の一部便をこばやしファミリークリニックに乗り入れ開始、停留所増設[2]
- 2019年（令和元年）10月1日
  - 消費税改定に伴い、大人普通運賃など変更[3]
  - 野上線の一部便でデマンド制度の実証実験を開始[4]。翌春（2020年春）からは仙波会沢線・秋山線など5路線も実施と伝えられた[5]
- 2020年（令和2年）4月1日 - 生活路線バスに移行し、一部地域をデマンド交通化、路線名や運行事業者を変更
- 2021年（令和3年）4月1日 - 植下高萩線・田沼葛生線・犬伏線・運動公園循環線を全日運転から、平日と土休日にダイヤ分割
  - 植下高萩線 - バス停「かみもとスポーツクリニック前」を増設
  - 田沼葛生線 - 平日朝夕のみ赤見・運動公園経由に。バス停10ヶ所増設により自由乗降区間を廃止。日中の一部便をベルク佐野田沼店前経由に変更。
  - 犬伏線 - 厚生病院非経由、犬伏付近経路変更、バス停「米山南町公民館前」と「つみだ公園入口」を増設、「厚生病院」など3ヶ所廃止
  - 運動公園循環線 - バス停「赤見中学校入口」など6ヶ所増設、2ヶ所移設し、佐野駅周辺の経路変更により「市役所前」バス停を廃止
- 2024年（令和6年）4月1日 - 田沼葛生線のうち5系統・6系統（道の駅どまんなかたぬま経由）を統合し、ベルク佐野田沼店前経由の旧・6系統を新たな5系統とする（ベルク佐野田沼店前を経由しない短絡ルートの旧・5系統は廃止）。[6]

## 運賃・乗車券類
全て2020年（令和2年）4月1日現在
- 運賃は1回310円均一（小学生・幼児は150円）、乗車時に支払う前払い制
- ジェイアールバス関東が運行の路線ではSuicaなどの交通系ICカード利用可能
- 乗り継ぎ運賃制度あり（後述）
- 一日乗車券は620円（バス車内でのみ販売）
- 障害者は、障害者手帳の提示により半額
- 定期券の設定あり、販売窓口は佐野新都市バスターミナル。
- 回数券はバス車内のみで発売

### 乗継制度
- 降車時に別路線に乗り継ぐ場合、運転手に申し出て乗継券の交付を受ける。
- 乗り継ぎ時に乗継券を運転手に渡し乗継運賃100円支払う。
- 田沼葛生線⇔田沼葛生線といった、同一路線の乗り継ぎは不可。
- デマンド交通への乗り継ぎは、事前に利用者登録と予約が必要。
- 一部便にて佐野駅で継続して同じ車両で運行するが、この場合においては乗り継ぎ料金不要となる。

## 現行路線
主な停留所名を列記

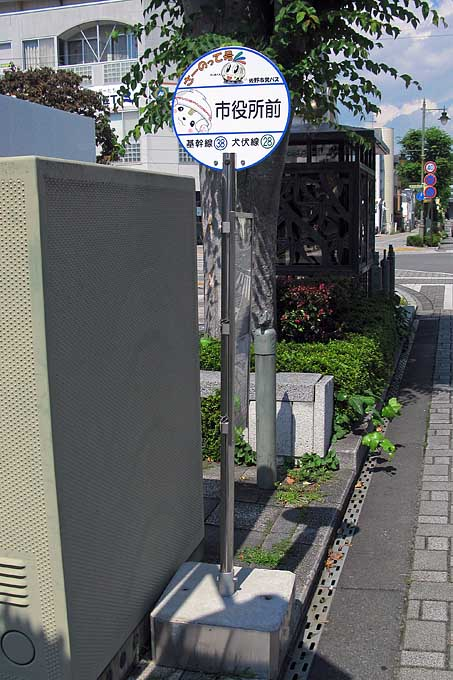
バス停（市役所前にて）

いずれも、2020年4月1日より運行開始。路線名に続いて（括弧書き）されているのは、運行会社。

### 田沼葛生線
（ジェイアールバス関東）
- 5系統 佐野駅 - 厚生病院 - 道の駅どまんなかたぬま - ベルク佐野田沼店前 - 田沼行政センター - 佐野市民病院 - 多田駅前 - 葛生駅南バス回転場
- 4系統 佐野駅 - 厚生病院 - 運動公園 - 田沼行政センター - 佐野市民病院 - 葛生駅南バス回転場

### 植下高萩線
（ジェイアールバス関東）
- 1系統 佐野駅 - 市役所前 - 植野町 - 植下町 - 高萩町 - イオンモール佐野新都市 - 佐野プレミアム・アウトレット - 佐野新都市バスターミナル

### 犬伏線
（ジェイアールバス関東）
- 2系統 佐野駅- 市役所前 - 相生町 - 犬伏小学校前 - 米山市営住宅 - イオンモール佐野新都市 - 佐野プレミアム・アウトレット - 佐野新都市バスターミナル

### 運動公園循環線
（ジェイアールバス関東）
- 3系統 佐野駅 → 厚生病院 → 運動公園 → 佐野日大前 → 厚生病院 → 佐野駅

### 足利線＜利用登録・事前予約制＞
（佐野合同自動車）
- 寺沢入口 - 根古屋森林公園 - 番場 - 須花 - 名草小学校 - 足利高校入口 - 東武足利市駅

寺沢入口発の始発便と東武足利市駅発の最終便のみ定時運行し、それ以外の時間帯はデマンド運行。毎週日曜日と1月1日 - 3日運休、予約がない場合も運休となる。

### デマンド交通＜利用登録・事前予約制＞
- 葛生エリア - 秋山線・仙波会沢線（佐野交通）
- 田沼エリア - 野上線・飛駒線 （佐野合同自動車）
- 赤見エリア - 赤見線（赤見タクシー）
- 佐野南部エリア - フルーツ吾妻線（旭タクシー）

利用登録が必要だが、佐野市外在住者の登録も可能としている。乗り降りポイントとしては利用申請者の自宅や指定された公共施設・医療施設などのほか、市営バス時代に路線廃止になった運行エリア内のバス停が存置されており利用が可能。毎週日曜日と1月1日 - 3日運休。

## 廃止路線
- 特記以外は2020年3月31日で運行終了

### 基幹線/道の駅経由
（大新東）
- 葛の里壱番館 - 葛生駅入口 - 市営バス車庫前 - 中町中 - 多田駅入口 - 佐野市民病院 - 田沼庁舎前 - 吉水上 - 吉水駅入口西 - どまんなか田沼 - 朱雀町 - 厚生病院 - 佐野駅 - 市役所前 - 植野町公民館前 - 高萩町 - イオンモール佐野新都市 - 佐野プレミアム・アウトレット - 佐野新都市バスターミナル

### 基幹線/栃本経由
（大新東）
- 葛の里壱番館 - 葛生駅入口 - 市営バス車庫前 - 中町中 - 多田駅入口 - 多田駐在所 - 栃本横町 - 田沼駅前 - 佐野市民病院 - 田沼駅前 - 根古屋神社 - 吉水駅入口東 - 奈良渕 - 朱雀町 - 厚生病院 - 佐野駅 - 市役所前 - 植野町公民館前 - 高萩町 - イオンモール佐野新都市 - 佐野プレミアム・アウトレット - 佐野新都市バスターミナル

### 秋山線
（大新東）
- 木浦原 - 台 - あきやま学寮 - 五丈の滝入口 - 田ノ保 - 上牧牧場前 - 岩崎 - 三好街道 - 万町 - 葛生駅入口 - 市営バス車庫前[7]

### 仙波会沢線
（大新東）
- 大釜 - 上仙波 - 町谷火の見下 - 岩崎 - 三好街道 - 葛生駅入口 - 市営バス車庫前 - 砂田橋 - 会沢地区コミュニティーセンター - 会沢小室[8][9]

### 野上線
（両毛自動車）
- 蓬山ログビレッジ - 野上診療所 - 長谷場大久保 - 船越曲家公民館 - 和田 - 田沼庁舎 - 佐野市民病院 - 田沼駅前 - 田沼庁舎

2019年10月1日よりデマンド運行化

### 飛駒線
（両毛自動車）
- 寺沢入口 - 番場 - 塩田 - 下彦間明神前 - 上宿 - 総合センター前 - 宮内 - 金原 - 宮内 - 総合センター前 - 芝本 - 木戸内 - 田沼庁舎 - 佐野市民病院 - 田沼駅前 - 田沼庁舎

### 足利線
（両毛自動車）
- 寺沢入口 - 番場 - 塩田 - 下彦間明神前 - 稲荷前 - 北郷支所前 - やすらぎハウス

### 名水赤見線
（両毛自動車） 
- 佐野駅 - 厚生病院 - 堀込地蔵堂 - やすらぎの湯 - 田中正造生家東 - 若原公民館入口 - 佐野日大前 - 石塚緑町団地 - 佐野松桜高校 - 運動公園 - 田中正造生家東 - やすらぎの湯 - 堀込地蔵堂 - 厚生病院 - 佐野駅[10][11]
- 佐野駅 - 厚生病院 - 堀込地蔵堂 - やすらぎの湯 - 田中正造生家東 - 若原公民館入口 - 佐野日大前 - 石塚緑町団地 - 佐野松桜高校 - 運動公園 - 千代ヶ岡公園北（赤見支所） - 満願寺 - 本郷区公民館入口 - おぐら屋前 - 赤見温泉（出流原弁天池） - さくらの里[11]

### 犬伏線
- 佐野新都市バスターミナル - 佐野プレミアム・アウトレット - イオンモール佐野新都市 - 伊勢山町公民館前 - 米山市営住宅 - 犬伏上町公民館前 - 厚生病院 - 堀米町横手 - 相生町 - 佐野駅

### 犬伏線（4系統体制）
2014年の運行開始当初は4系統で運行されていた。2016年4月に上述の1系統に集約され一部区間は廃止となった。
- ｢犬伏かたくり線｣ 高砂町駐車場 - 佐野駅 - 堀米町横手 - 犬伏上町公民館前 - 米山市営住宅 - かたくりの里
- ｢犬伏新都市線｣ 高砂町駐車場 - 佐野駅 - 堀米町横手 - 厚生病院 - 犬伏上町公民館前 - 伊勢山町公民館前 - イオンモール佐野新都市 - 佐野プレミアム・アウトレット - 佐野新都市バスターミナル
- ｢犬伏みかも線｣ 高砂町駐車場 - 佐野駅 - 堀米町横手 - 厚生病院 - 犬伏上町公民館前 - 米山市営住宅 - みかも山公園西口 - 西浦町産業団地南 - イオンモール佐野新都市
- ｢犬伏循環線｣ 高砂町駐車場 - 佐野駅 - 消防署東 - 西蓮寺前 - 羽黒神社前 - 大栗の里前 - 堀米町横手 - 佐野駅 - 高砂町駐車場

### 田沼葛生線（一部系統）
- 5系統（旧） 佐野駅 - 厚生病院 - 道の駅どまんなかたぬま - 田沼行政センター - 佐野市民病院 - 多田駅前 - 葛生駅南バス回転場

ベルク佐野田沼店経由のルートに統一のため2024年4月改正で廃止。

## 車両

### 現行車両
- ジェイアールバス関東運行路線
佐野市営バスより移管の小型バスと別途用意された中型ワンステップバス
- デマンド交通および足利線
10人乗りワゴン車

### 佐野市営バス時代
- 小型バスの日野・リエッセ、日野・ポンチョ、ワゴン車のトヨタ・ハイエースなどが使用されていた。
小型バスのうちリエッセの一部とポンチョは、生活路線バス化によりジェイアールバス関東へ移籍した。